# Akiyama Monzō

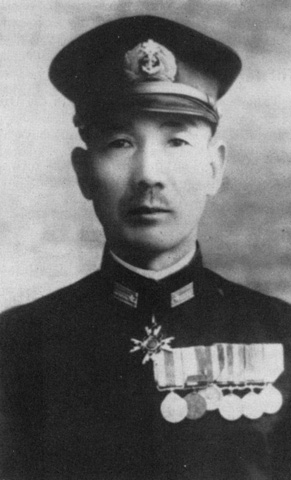
Akiyama Monzō

Akiyama Monzō (jap. 秋山 門造; * 30. Dezember 1891 in Nagaoka; † 25. Januar 1944 auf Kwajalein, Marshallinseln) war ein Konteradmiral der Kaiserlich Japanischen Marine, der im Zweiten Weltkrieg kämpfte und während der Schlacht um Kwajalein starb. Er wurde nach seinem Tod zum Vizeadmiral ernannt.

## Biographie

### Frühe militärische Laufbahn
Akiyama wurde 1891 in Nagaoka in der Präfektur Niigata geboren. Er besuchte 1912 die Kaiserliche Japanische Marineakademie, wo er Navigation studierte und als Seekadett (Kaigun Shōi Kōhōsei) auf dem Linienschiff Kashima, dem Panzerkreuzer Chikuma und dem Linienschiff Suō seinen Dienst verrichtete. Von 1918 bis 1919 diente er auf dem Zerstörer Asashio und dem neuen Schlachtschiff Fusō als Leutnant (Kaigun Daii). Es folgte eine Ausbildung zum Waffenoffizier und 1921–1922 der Einsatz auf dem Schlachtschiff Hiei. 1923 wurde er auf dem Kreuzer Yakumo stationiert und ab 1924 als Navigationslehrer an der Kaiserlichen Marineakademie eingesetzt.
Im Jahr 1926 wurde Akiyama zum Korvettenkapitän (Kaigun Shōsa) befördert und diente auf den Kreuzern Naka und Atago. 1933 folgte die Ernennung zum Fregattenkapitän (Kaigun Chūsa) und die Abordnung nach Maizuru als Adjutant zum Stab der 4. Flotte. 1937 wurde er Kapitän zur See (Kaigun Taisa) und erhielt 1939 wieder einen Posten als Stabsadjutant, dieses Mal in Kure bei der 2. Flotte. 1940 wurde er leitender Offizier des 6. Marineregiments in Amoy (heute Xiamen).

### Erste Kriegsjahre
Als Ende 1941 der Angriff auf Pearl Harbor erfolgte, avancierte Akiyama zum Kommandanten des 17. Marineregiments in Hiroshima, dessen Kommando er bis Juni 1942 führte. Anschließend wurde er wieder nach Kure beordert, wo er leitender Offizier der Sicherheitskräfte wurde. 1943 wurde Akiyama nach Kiska Island abkommandiert, einer Insel der Aleuten. Die japanische Garnison dort war etwa 5.800 Mann stark. Akiyama befürchtete eine amerikanische Invasion und erhielt die Erlaubnis, die Insel zu evakuieren. Er organisierte seine Soldaten so, dass sie schnellstens abtransportiert werden konnten. Die Evakuierung erfolgte am 29. Juli durch zwölf Transportschiffe. Die Soldaten wurden auf den Kurilen abgesetzt und Akiyama wurde zum Konteradmiral befördert. Als die Amerikaner am 15. August auf Kiska landeten, mussten sie feststellen, dass alle Japaner die Insel verlassen hatten.

### Verteidigung von Kwajalein
Akiyama wurde am 13. Oktober nach Rabaul beordert. Dort traf er Konteradmiral Matome Ugaki und General Hyakutake Harukichi. Ugaki erläuterte ihm die strategische Lage des Atolls Kwajalein in der Gruppe der Marshallinseln. Die Amerikaner wollten es vermutlich bald wegen seiner Flugplätze besetzen, um gegen Truk und Rabaul Angriffe fliegen zu können. Aufgabe von Admiral Akiyama war, eine Eroberung der Inseln durch die US-Truppen zu verhindern. Akiyama reiste im November nach Kwajalein ab. Unter seinem Kommando befanden sich etwa 8.700 Mann und er ordnete sofort den Bau schwerer Verteidigungsanlagen auf den Inseln Wotje, Maloelap, Jaluit und Mili an. Kwajalein und Eniwetok, die größten Inseln, hielt er für unzugänglich, da die Strände durch natürliche Korallenriffe geschützt waren.

### Tod
Am 2. Januar 1944 erschienen etwa 400 Consolidated B-24-Bomber über Kwajalein, die um die 10.000 Bomben abwarfen, während die amerikanischen Jagdflieger aus geringer Höhe einige MG-Nester ausschalteten. Die japanischen Kampfflugzeuge starteten einen Gegenangriff und ein heftiger Luftkampf entbrannte, bei dem 66 japanische und 8 amerikanische Flugzeuge abgeschossen wurden. Die japanische Flugabwehr erzielte weitere zwei Treffer. Auch in den folgenden Tagen wurde Kwajalein heftig bombardiert. Am 19. Januar waren etwa 700 Maschinen über der Insel und die Task Force 58 unter Admiral Marc A. Mitscher beschoss die Küstenstellungen.
Am 25. Januar schlug eine Granate in den Bunker von Konteradmiral Akiyama ein. Er wurde vermutlich sofort getötet und sein Körper von einer Patrouille von Marines (die US-Truppen waren am 31. Januar gelandet) am 2. Februar in einem Massengrab verscharrt.